# Kreuzweise Multiplikation
Die kreuzweise Multiplikation (auch Kreuzmultiplikation und Multiplikation über Kreuz genannt) ist eine Methode, um eine Gleichung, bei der beide Seiten durch einen Bruch oder einen Bruchterm dargestellt werden, derart umzuformen, dass anschließend keine Brüche bzw. Bruchterme mehr vorliegen. Anwendung findet das Verfahren häufig bei Verhältnisgleichungen und Dreisatzaufgaben.

## Beschreibung
Gegeben sei eine Bruchgleichung der Form
{\displaystyle {\frac {a}{b}}={\frac {c}{d}}}
mit {\displaystyle b\neq 0} und {\displaystyle d\neq 0}. Werden nun beide Seiten dieser Gleichung mit {\displaystyle bd} multipliziert, ergibt sich nach Kürzen der Brüche
{\displaystyle ad=bc}.
Bei der kreuzweisen Multiplikation wird also der Nenner der rechten Seite mit dem Zähler der linken und der Nenner der linken Seite mit dem Zähler der rechten multipliziert. Bei der anschaulichen Darstellung ergibt sich ein Kreuz, daher der Name:

## Beispiel
Gegeben sei die Gleichung:
{\displaystyle {\frac {x}{2x-2}}={\frac {2x+3}{4x}}}
Gesucht sei dabei der Wert von x, der jedoch wegen der Division durch 0 weder gleich 1 noch gleich 0 sein darf. Die Brüche können nicht gekürzt werden. Durch kreuzweise Multiplikation ergibt sich:
4x2 = (2x − 2)(2x + 3)
Die Entfernung der Klammern in der rechten Seite erfolgt durch zweifaches Ausmultiplizieren:
4x2 = 4x2 + 2x − 6
Jetzt subtrahiert man (4x2 + 2x) oder (4x2 − 6):
−2x = −6 bzw. 6 = 2x
Bei der Division durch −2 bzw. durch 2 erhält man:
x = 3
Als Probe könnte 3 in die erste Gleichung eingesetzt werden. Es folgt:
{\displaystyle {\frac {3}{4}}={\frac {3}{4}}}
Somit ist die Lösung gültig.